# 어느 멋진 순간
《어느 멋진 순간》(A Good Year)은 미국에서 제작된 리들리 스콧 감독의 2006년 멜로/로맨스, 드라마 영화이다. 러셀 크로우 등이 주연으로 출연하였고 리들리 스콧 등이 제작에 참여하였다.

## 출연

### 주연
- 러셀 크로우
- 마리옹 꼬띠아르

### 조연
- 알버트 피니
- 애비 코니쉬
- 톰 홀랜더
- 디디에 보우돈
- 프레디 하이모어

## 기타
- 원작자: 피터 메일리
- 라인프로듀서: 마크 앨런
- 미술: 소냐 클라우스
- 의상: 캐서린 레터리어
- 배역: 안토니에트 불라
- 배역: 지나 제이